# Oniticellus pseudoplanatus
Oniticellus pseudoplanatus là một loài bọ cánh cứng trong họ Bọ hung (Scarabaeidae).